# Рейнберг, Самуил Аронович
Самуил Аронович Рейнберг (1897—1966) — советский рентгенолог, профессор (1930), доктор медицинских наук (1947).
Один из учредителей и член Президиума Всесоюзного общества рентгенологов и радиологов, почётный председатель и почётный член 17 республиканских и других научных обществ.

## Биография
Родился 29 марта (10 апреля по новому стилю) 1897 года в Риге. Среднее образование получил в Александровской гимназии в Риге, продолжил обучение в гимназии Петра Великого в Петербурге, которую окончил в 1916 г. с золотой медалью.
В 1921 году окончил 1-й Ленинградский медицинский институт. В 1920—1930 годах работал в Петроградском Государственном рентгенологическом и радиологическом институте. С 1927 г. С. А. Рейнберг был приглашён в 1-й Ленинградский медицинский институт в качестве доцента, преподавателя рентгенорадиологии, где проработал до 1931 г. Организатор (1927) первой в мире кафедры детской рентгенологии в Ленинградском педиатрическом медицинском институте, где заведовал до 1939 г.
С 1930 года — профессор, заведующий кафедрой рентгенологии Ленинградского государственного института для усовершенствования врачей. В 1935 году находился в научной командировке в Германии. Также изучал постановку рентгенологического дела в Англии, Франции, Швейцарии, Австрии. В период Великой Отечественной войны С. А. Рейнберг был начальником рентгеновского отделения эвакогоспиталей на базе Ленинградского государственного института для усовершенствования врачей и больницы имени Свердлова, консультантом военных госпиталей, консультатантом-рентгенологом Северо-Западного фронта, позже — санитарного управления Ленинградского фронта. С 1943 — заведующий кафедрой рентгенологии и радиологии Центрального института усовершенствования врачей и одновременно (1943—1951) директор Московского рентгенорадиологического института. Участник советского атомного проекта.
Член ВКП(б)/КПСС с 1940 года. Умер 28 марта 1966 года, похоронен в Москве на Головинском кладбище.

Могила С. А. Рейнберга

Отец известного лингвиста Е. С. Кубряковой.

## Научная деятельность
Основные труды по проблемам рентгенодиагностики заболеваний дыхательной системы, желудочно-кишечного тракта, опорно-двигательного аппарата, патологии детского возраста.
Впервые в СССР осуществил прижизненную ангиографию у человека. Разработал принципы неотложной рентгенологической диагностики. В 1924 году провёл первое в России рентгеноконтрастное исследование вен, вводя в варикозные узлы 20%-й раствор бромида стронция.
В 20—30-х годах участвовал в качестве делегата на международных съездах рентгенологов и радиологов с докладами «Нормальная и патологическая физиология трахеобронхиального дерева в свете контрастного рентенологического исследования», о декстрокардии, об осложнениях со стороны трахеобронхиального дерева при туберкулёзе внутригрудных лимфатических узлов, был программным докладчиком на Всесоюзных съездах рентгенологов. С. А. Рейнбергом были проведены исследования, посвящённые рентгенодиагностике нарушений бронхиальной проводимости, также им изучалась рентгенологическая картина остеохондропатий, опухолей желудка и костей, язвенной болезни двенадцатиперстной кишки. Он является автором книги «Рентгенодиагностика заболеваний костей и суставов», выдержавшей 4 издания, которая используется рентгенологами в повседневной работе и в настоящее время. В этот же период С. А. Рейнберг (совместно с С. Г. Симонсом) занимался изучением музейных объектов в Ленинграде с помощью рентгеновских лучей, работал над применением рентгенологического метода в палеонтологии (совместно с А. Н. Гартман-Вейнберг). В 1931—1933 гг. занимался проблемами рентгенодиагностики поражений внутренних органов боевыми отравляющими веществами. Автор книги «Очерки военной рентгенологии». За 10 лет заведования кафедрой Ленинградского государственного института для усовершенствования врачей С. А. Рейнбергом было проведено 19 циклов специализации, на которых обучалось 659 курсантов и 11 циклов усовершенствования (303 слушателя), 234 врача повысили квалификацию на рабочих местах.
Участвовал в советском атомном проекте в качестве привлечённого специалиста с 1945 года. С. А. Рейнбергу и группе учёных (А. И. Алиханов (председатель), Ландау, Ю. Б. Харитон, А. Б. Мигдал, М. А. Садовский, С. С. Васильев и А. П. Закощиков) на заседании 30 ноября 1945 года было поручено проанализировать все имеющиеся материалы о последствиях применения атомных бомб в Хиросима и Нагасаки и определить эффективность фактора взрывной волны, фактора теплового и фактора радиоактивного излучения.
С. А. Рейнберг автор более 400 научных работ, в том числе 25 книг, учебников и монографий. Вместе с коллективами кафедр, С. А. Рейнбергом было подготовлено свыше 5000 врачей рентгенологов. Был членом редакционного совета журналов «Вестник рентгенологии и радиологии», «Клиническая медицина», редактором раздела «Рентгенология» Большой медицинской энциклопедии, председателем Московского общества рентгенологов.

## Награды и звания
- орден Трудового Красного Знамени (03.04.1945)
- орден Красной Звезды (1942)
- орден «Знак Почёта» (1935)
- медали[4]
- Ленинская премия (1966) за монографию «Рентгенодиагностика заболеваний костей и суставов»
- Заслуженный деятель науки РСФСР (1941)

## Память
- Имя присвоено кафедре современных методов диагностики и радиолучевой терапии СПбГПМУ[5].